# Geografia Falklandów
Falklandy – archipelag w południowo-zachodniej części Oceanu Atlantyckiego, na skraju szelfu kontynentalnego Ameryki Południowej, w odległości około 500 km na wschód od brzegów Argentyny. Falklandy są terytorium zamorskim Wielkiej Brytanii, ale Argentyna rości sobie do nich prawa od 1820 roku. Wyspy te cechują się surowym oceanicznym klimatem i ubogą roślinnością.

## Powierzchnia i skrajne punkty
Powierzchnia - 12 173 km²
Skrajne punkty: północny 50°58'S, południowy 52°28'S, zachodni 61°22'W, wschodni 57°42'W. Rozciągłość południkowa wynosi 160 km, a równoleżnikowa 250 km.
Wyspy leżą na skraju szelfu kontynentalnego w dużej odległości od wybrzeży Ameryki Południowej i poprzez ten fakt nie graniczą z żadnym państwem. Linia brzegowa wynosi 1288 km

## Budowa geologiczna i rzeźba

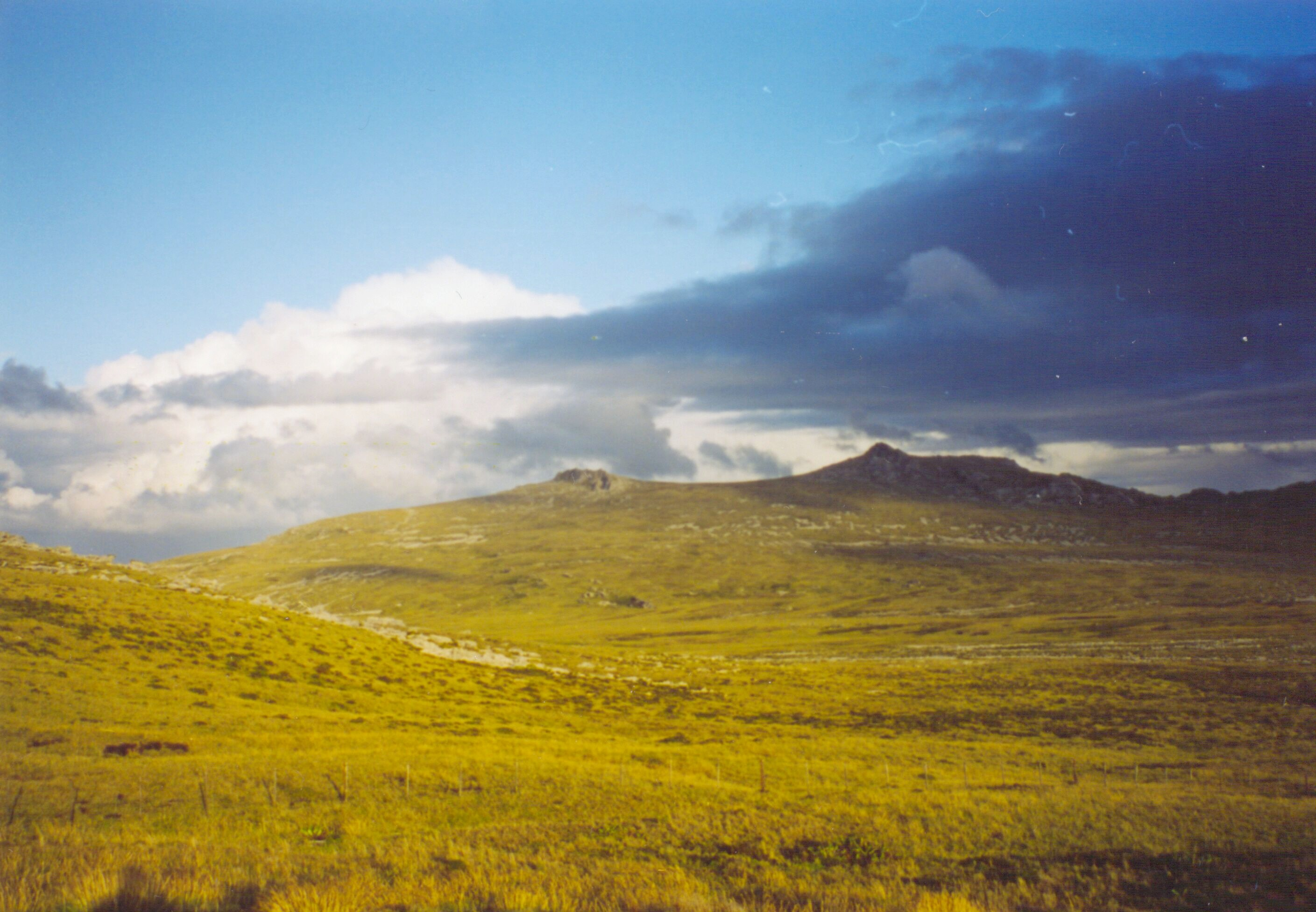
Surowy krajobraz wysp

Archipelag Falklandów składa się w z dwóch dużych wysp, oddzielonych wąską na 2 do 80 km Cieśniną Falklandzką. Wyspami tymi są: Falkland Zachodni o powierzchni 4377 km² i Falkland Wschodni o powierzchni 6353 km². Wokół tych dwóch wysp znajduje się 700 mniejszych przybrzeżnych wysepek, w tym Kidney Island. Dwie główne wyspy obejmują 98% powierzchni całego archipelagu. Największa odległość ze stolicy archipelagu Stanley do skrajnych zachodnich wysepek (wyspa New Island) Falklandów wynosi 238 km.
Falklandy są zbudowane ze skał prekambryjskich, które wychodzą na powierzchnię w południowej części Falklandu Zachodniego. Podłoże sfałdowanych prekambryjskich skał, przykryte są przez utwory paleozoiczne, gdzie dominują dewońskie piaskowce i łupki. Miejscami wierzchnie warstwy przecinają kwarcyty. Kształt wysp został uformowany w wyniku plejstoceńskich zlodowaceń. Wierzchnia warstwa wysp nieustannie jest poddawana wietrzeniu i erozji wodnej. Pierwotnie wyspy te były częścią Gondwany.
Falklandy są wyspami nizinnymi, gdzie średnia wysokość na poziom morza wynosi od 50 do 300 m. Wyspy cechują się polodowcowym pagórkowatym krajobrazem, gdzie tylko miejscami rzeźba ma postać górzystą. Zachodnia wyspa jest bardziej wyżynna, choć obszary Falklandu Zachodniego wznoszą się średnio na 200–350 m n.p.m. Północna część Falklandu Zachodniego ma bardziej górzystą postać, wznosi się tam Adams Peak o wysokości 700 m n.p.m. Falkland Wschodni jest wybitnie nizinną wyspą, gdzie tereny leżące powyżej 300 m n.p.m. zajmują niewielką północną część kraju. Tam też znajduje się najwyższy szczyt archipelagu Mount Usborne, wysoki na 705 m n.p.m.
Linia brzegowa wysp jest bardzo dobrze rozwinięta, silnie rozczłonkowana i jej obecny kształt jest wynikiem działania wód morskich oraz zlodowacenia. Wybrzeże Falklandów jest strome, przeważnie typu fiordowego, gdzie fiordy są długie i głębokie. Fakt ten sprawia, że te formacje stanowią naturalne schronienie dla statków przed wiatrem i wzburzonym oceanem.

## Klimat
Mimo iż Falklandy leżą na szerokości geograficznej odpowiadającej położeniu Polski czy Wielkiej Brytanii, to klimat nie zalicza się do ciepłej odmiany. Archipelag leży w strefie klimatu umiarkowanego chłodnego, blisko strefy około polarnej, w tzw. subantarktyce. Oznacza to, że na wpływ aury wysp ma oddziaływanie zimnych mas powietrza pochodzenia antarktycznego, których wpływ łagodzi obecność oceanu. Klimat wysp jest wybitnie oceaniczny, cechujący się m.in. niskimi amplitudami termicznymi.
Temperatury Falklandów są niskie, średnia roczna wartość wynosi około 5°C. Roczna amplituda jest niewielka i na wyspach praktycznie nie występują ekstrema termiczne. W najchłodniejszym okresie średnie wartości wynoszą 2-3°C, a w najcieplejszym 9-13°C. Różnice dobowe są niewielkie. Cechą falklandzkiej aury jest brak występowania mrozów, lata są chłodne, a zimy łagodne. Klimat wysp bardzo przypomina ten jaki występuje na Wyspach Owczych. Skrajności co prawda występują, ale należą do niezmiernej rzadkości. Absolutne minimum to -8°C, zaś maksimum to 24°C.
Opady atmosferyczne są średnie, bardzo zbliżone do tych jakie występują w zachodniej czy środkowej części Europy. Średnia wartości opadowa wynosi 639 mm. Przyczyną stosunkowo niskich opadów jest wpływ zimnych prądów morskich jakim jest Prąd Wiatrów Zachodnich. Opady są równomiernie rozłożone w ciągu roku i zawsze mają postać długotrwałych mżawek, lub drobnego deszczu. Na Falklandach nie występują ulewy.
Często zdarzają się też nagłe pogorszenia pogody – z ich powodu w czasie wojny o Falklandy na 64 dni trwania konfliktu łącznie przez 27 nie można było używać lotnictwa. Cechą klimatu Falklandów jest stała duża wilgotność powietrza, która stwarza warunki do powstawania mgieł. Kolejną istotną cechą bezpośrednio związaną z prądami morskimi, jest częsta obecność silnych wiatrów, często sztormowych. Prąd Wiatrów Zachodnich sprawia, że średnia roczna prędkość wiatru wynosi ponad 30 km/h.

## Wody
Sieć rzeczna wysp jest gęsta. Rzeki Falklandów są krótkie i bystre, większość z nich ma postać strumieni wypływających z niskich gór Falklandów. Do większych rzek należą: Malo, Moody Brook i San Carlos. Na wyspach występuje duża liczba małych jezior pochodzenia glacjalnego.

## Gleby
Pokrywa glebowa jest uboga, w większości wyspy są zajęte przez gleby inicjalne i darniowe, charakterystyczne dla klimatu subpolarnego.

## Flora i fauna

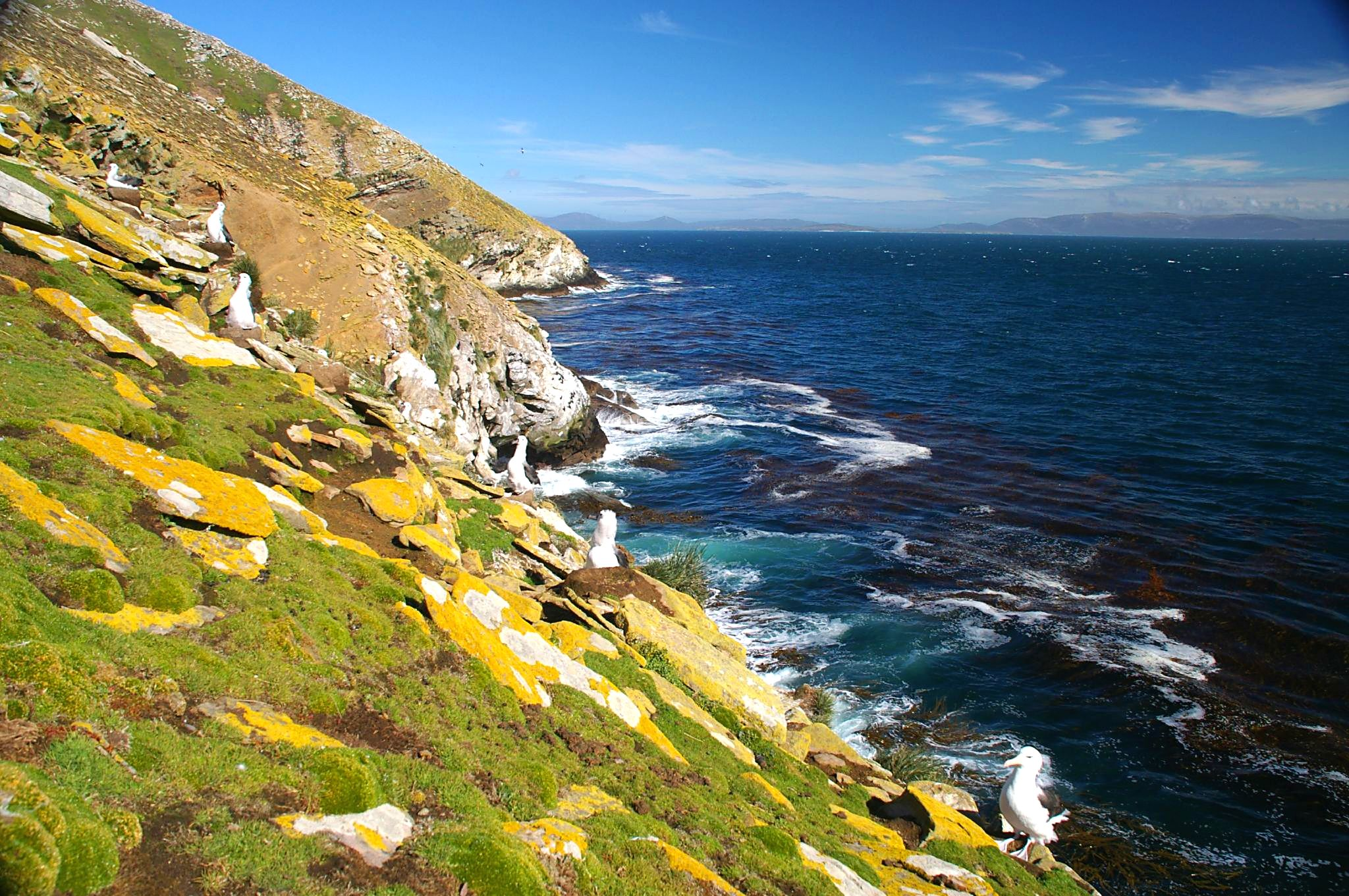
Kolonia albatrosa czarnobrewego na skalistym wybrzeżu Falklandów

Szata roślinna jest bardzo uboga, typowa dla regionów świata, które znajdują się blisko strefy podbiegunowej. Dominującą formacją roślinną jest tundra subantarktyczna, którą reprezentują zbiorowiska traw i wysokich bylin. W wielu miejscach występują wrzosowiska i formacje roślin poduszkowych. Liczne, często na terenach wyżej położonych są mchy i porosty. Formacje leśne nie istnieją. Jeszcze w XVIII w. Louis A. de Bougainville próbował zaaklimatyzować tu drzewa z Patagonii, lecz się one nie utrzymały. Tundra mająca postać łąkową jest w znacznym stopniu wykorzystywana jako pastwisko dla owiec i bydła. W niektórych miejscach występują niewielkie tereny bagienne.
Świat zwierząt typowy dla krainy chilijsko-patagońskiej. Liczne jest ptactwo, które stanowi dominującą formę falklandzkiej fauny. Głównie występuje ptactwo morskie, przede wszystkim rybitwy i albatrosy. Zwłaszcza te dwa ostatnie gatunki żyją w ramach dużych kolonii, gdzie gnieżdżą się na brzegach wysp. Na wyspach żyją też gęsi, kaczki i bekasy, na wybrzeżach żyją ponadto kolonie pingwinów. Na wyspach znajduje się wiele gatunków endemicznych owadów. Ssaków jest niewiele, rodzime drapieżniki lądowe reprezentował wymarły w XIX wieku wilczak falklandzki. W wodach przybrzeżnych żyją lwy morskie, słonie morskie, foki, walenie oraz liczne ryby.